# Gesetz über die Rechtsverhältnisse der Parlamentarischen Staatssekretäre
Das Gesetz über die Rechtsverhältnisse der Parlamentarischen Staatssekretäre enthält Regelungen über Einsatz und Rechtsstellung sowie eine grobe Beschreibung der Aufgabe der Parlamentarischen Staatssekretäre.
Sie stehen demnach gem. § 1 Abs. 3 ParlStG zum Bund in einem öffentlich-rechtlichen Amtsverhältnis, sind also keine Beamte, und haben gem. § 1 Abs. 2 ParlStG die Aufgabe, die Mitglieder der Bundesregierung, denen sie beigegeben sind, bei der Erfüllung ihrer Regierungsaufgaben zu unterstützen. Nach § 2 ParlStG werden sie vom Bundeskanzler im Einvernehmen mit dem Bundesminister, für den der Parlamentarische Staatssekretär tätig werden soll, dem Bundespräsidenten zur Ernennung vorgeschlagen und von diesem ernannt. Das Amtsverhältnis endet mit dem Ende des Amtsverhältnisses bzw. mit dem Ende der Geschäftsführung des zuständigen Mitgliedes der Bundesregierung. Parlamentarische Staatssekretäre können gemäß § 4 1. Hs. ParlStG jederzeit entlassen werden.